# Compostborstelbekertje
Het compostborstelbekertje (Cheilymenia theleboloides) is een schimmel uit de familie Pyronemataceae. Het leeft saprotroof, op plantaardig afval en mest.

## Kenmerken
De apothecia zijn bekervormig en hebben een diameter tot 2 mm. De asci zijn 8-sporig en meten 240-260 x 13,5 µm. De ascosporen meten 13-17 x 7,5-9 µm. De parafysen hebben een ietwat verbrede top en meten 240 x 5,5 µm.

## Verspreiding
In Nederland komt het compostborstelbekertje matig algemeen voor.